# Миндийские языки
Минди́йские языки (мирнди; Mirndi, Mindi) — небольшая семья близкородственных австралийских языков, распространённых на севере Австралии в двух несвязанных районах на северо-западе и северо-востоке Северной территории.
Название группы происходит от инклюзивного личного местоимения двойственного числа mirnd-, mind-, которое можно перевести как «мы (с тобой) вдвоём». и которое является характерной чертой миндийских языков, отличающей их от всех окружающих языков.

## Классификация
Миндийские языки включают две ветви: йиррамскую (тяминтюнгскую) и западнобарклийскую). Их родство был предложено и обосновано в работах Нейла Чедвика. Название «Mirndi, Mindi» было предложено Грином в 1995 году.
Единство миндийской семьи было признано многими исследователями, в том числе Робертом Диксоном (2002). Тем не менее число родственных слов очень мало, причем часть видимо является параллельными заимствованиями из нгумпинских языков. В грамматике основным подтверждением родства являются системы местоимений и некоторые общие глагольные формы. Тем не менее, остаются определённые сомнения в генетическом единстве этой семьи.
В настоящее время и в известной исторической перспективе две миндийские ветви географически не соприкасаются друг с другом, разделённые языками нгумпинской группы пама-ньюнгской семьи.
Дальнейшее деление миндийской семьи представлено на схеме:
|  | нунгали   |
|  |           |
|  | тяминтюнг |
|  |           |

|  | тьингулу                                          |
|  |                                                   |
|  | \| \| нганка \| \| \| \| \| \| вампая \| \| \| \| |
|  |                                                   |
|  | нганка                                            |
|  |                                                   |
|  | вампая                                            |
|  |                                                   |

|  | нганка |
|  |        |
|  | вампая |
|  |        |

|  | нунгали   |
|  |           |
|  | тяминтюнг |
|  |           |

|  | тьингулу                                          |
|  |                                                   |
|  | \| \| нганка \| \| \| \| \| \| вампая \| \| \| \| |
|  |                                                   |
|  | нганка                                            |
|  |                                                   |
|  | вампая                                            |
|  |                                                   |

|  | нганка |
|  |        |
|  | вампая |
|  |        |

## Лингвистическая характеристика
Структурно йиррамские и западно-барклийские языки довольно сильно отличаются друга от друга. В частности, в западно-барклийских языках отсутствуют сложные глагольные конструкции, представленные в йиррамских языках.